# Universal San José
Club Atlético Universal – urugwajski klub piłkarski z siedzibą w mieście San José, stolicy departamentu San José.

## Osiągnięcia
- Copa El País (2): 1967, 1968
- Departamental de San José (4): 1969, 1970, 1971, 1994
- Liga Departamental de Fútbol de San José (8): 1955, 1956, 1957, 1962, 1964, 1966, 1968, 1990

Uwaga: W 1996 roku Liga Departamental de Fútbol de San José (San José) i Liga Regional del Sur de Libertad (Libertad) połączyły się tworząc ligę Liga Mayor de Fútbol de San José.

## Historia
Klub Universal założony został 25 marca 1910 roku i gra obecnie w regionalnej lidze Liga Mayor de Fútbol de San José.